# Palachemonella
Palachemonella es un género de foraminífero bentónico de la subfamilia Irregularininae, de la familia Parathuramminidae, de la superfamilia Parathuramminoidea, del suborden Fusulinina y del orden Fusulinida. Su especie tipo es Palachemonella torleyi. Su rango cronoestratigráfico abarca desde el Eifeliense hasta el Givetiense (Devónico medio).

## Discusión
Algunas clasificaciones más recientes incluyen Palachemonella en el suborden Parathuramminina, del orden Parathuramminida, de la subclase Afusulinina y de la clase Fusulinata.

## Clasificación
Palachemonella incluye a las siguientes especies:
- Palachemonella beckmanni †
- Palachemonella maroccana †
- Palachemonella torleyi †